# Schloss Hernals

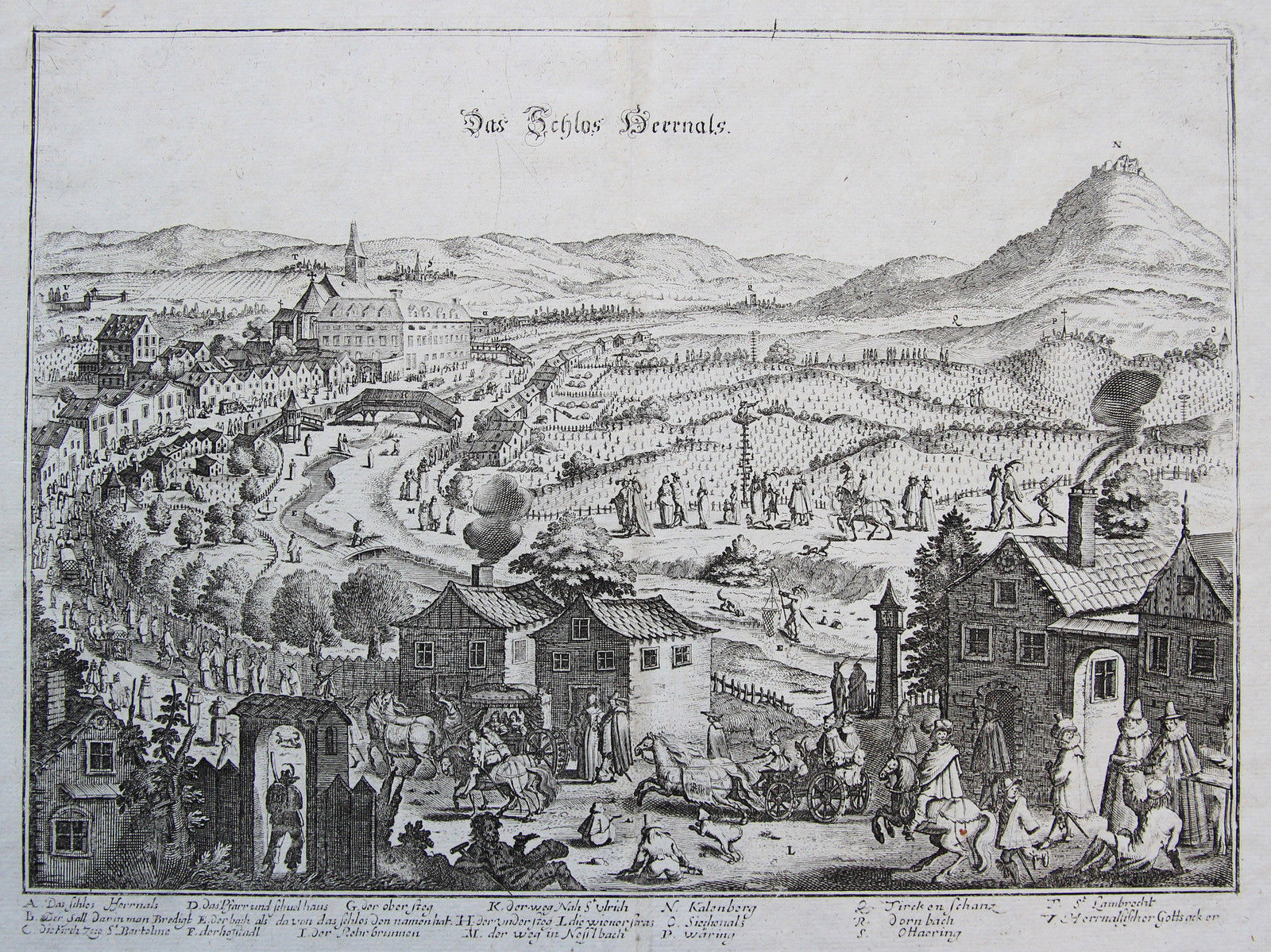
„Auslauf“ der Protestanten auf Schloss Hernals (Stich nach Matthäus Merian, 1620)

Das Schloss Hernals war ein Schloss im heutigen 17. Wiener Gemeindebezirk Hernals am Elterleinplatz.
Das Schloss war im Spätmittelalter ein Herrschaftssitz der protestantischen Adelsfamilie Jörger zu Tollet und Köppach. Heute steht an der Stelle eine Bankfiliale und das Bezirksmuseum Hernals.